# Ромейко, Франтишек
Отец Франтишек Андреевич Ромейко (бел. Францішак Рамейка, 11 июля 1885, Свенцянский уезд — 16 июня 1931, Вильно) — белорусский католический священник.

## Биография
Родился 11 июля 1885 года в деревне Нетьки (возле местечка Свирь) Свенцянского уезда Виленской губернии в крестьянской семье белорусов-католиков. Отец — Андрей Ромейко, мать — Антонина Янцевич. Свирский ксендз Казимир Валюнас посоветовал родителям выучить набожного юношу Франтишка на священника.
В ноябре 1903 года 18-летний Ф. Ромейко сдал экзамен на звание аптекарского ученика при экзаменационной комиссии Московского образовательного округа. В 1905—1909 годах учился в католической духовной семинарии в Вильно. Во время учёбы подружился с будущим известным белорусским писателем и священником из Локтян (сейчас Островецкий район) Янкой Семашкевичем (псевдоним — Янка Былина).
По окончании учёбы был назначен на пост викария Бернардинского костёла в Вильне. Позже служил в местечке Ивье Ошмянского уезда. С 1910 по 1921 год — настоятель в Сельцах и в Шерешово Пружанского повета.
Выступал за широкое употребление белорусского языка в религиозной жизни белорусов-католиков. Материально поддерживал издание белорусских католических журналов и газет («Biełarus», «Krynica»). Распространял газету «Krynica», Евангелие, религиозные книги на белорусском языке.
В 1923 году был переведён в д. Задорожье Дисненского уезда. В 1924 году на похоронах ксёндза Шарковщинского прихода Зенона Якутя, после литургии на польском языке, произнёс прощальные слова на белорусском языке.
За использование белорусского языка в богослужении преследовался польскими светскими и духовными властями Виленской диоцезии. В конце 1920-х годов ему было временно запрещёно заниматься пастырской деятельностью. Три года он безуспешно пытался добиться восстановления права служить мессу.
16 июня 1931 года Ромейко приехал в гости к Адаму Станкевичу в Вильно, того не оказалась дома и Ромейке предложили дождаться в кабинете. В кабинете он нашёл револьвер и застрелился. Епископ объяснил этот случай как нервный шок и разрешил похоронить его со священником, но рано утром и без свидетелей. Похоронен на Бернардинском кладбище.